# Vuelta a Murcia 2007
La Vuelta a Murcia 2007, ventisettesima edizione della corsa, valida come prova del circuito UCI Europe Tour 2007 categoria 2.1, si svolse in cinque tappe dal 7 all'11 marzo 2007 su un percorso totale di 648,4 km ridotti poi a 486,4 km, con partenza da San Pedro del Pinatar ed arrivo a Murcia. Fu vinta dallo spagnolo Alejandro Valverde del team Caisse d'Epargne, che si impose in 11 ore 45 minuti e 41 secondi, alla media di 41,356 km/h.
Al traguardo di Murcia 102 ciclisti completarono la vuelta.

## Tappe
| Tappa  | Data     | Percorso                                       | km    | Vincitore di tappa | Leader cl. generale |
| ------ | -------- | ---------------------------------------------- | ----- | ------------------ | ------------------- |
| 1ª     | 7 marzo  | San Pedro del Pinatar > Las Torres de Cotillas | 166,1 | José Joaquín Rojas | José Joaquín Rojas  |
| 2ª     | 8 marzo  | Totana > Fortuna                               | 162   | Annullata          | José Joaquín Rojas  |
| 3ª     | 9 marzo  | Puerto Lumbreras > San Pedro del Pinatar       | 146   | Graeme Brown       | Baden Cooke         |
| 4ª     | 10 marzo | Alhama de Murcia > Aledo (Cron. individuale)   | 23,3  | Alejandro Valverde | Alejandro Valverde  |
| 5ª     | 11 marzo | Ceutí > Murcia                                 | 151   | Danilo Napolitano  | Alejandro Valverde  |
| Totale | Totale   | Totale                                         | 648,4 |                    |                     |

## Squadre e corridori partecipanti
| N.    | Cod. | Squadra              |
| ----- | ---- | -------------------- |
| 1-8   | KGZ  | Karpin Galicia       |
| 11-18 | RAB  | Rabobank             |
| 21-28 | EUS  | Euskaltel-Euskadi    |
| 31-38 | LAM  | Lampre-Fondital      |
| 41-48 | SDV  | Saunier Duval-Prodir |
| 51-58 | AST  | Astana Team          |
| 61-68 | GCE  | Caisse d'Epargne     |

| N.      | Cod. | Squadra                      |
| ------- | ---- | ---------------------------- |
| 71-78   | CSC  | Team CSC                     |
| 81-88   | ACA  | Andalucía-Cajasur            |
| 91-98   | UNI  | Unibet.com                   |
| 101-108 | FTV  | Fuerteventura-Canarias       |
| 111-118 | ASA  | Acqua & Sapone-Caffè Mokambo |
| 121-128 | GNM  | Grupo Nicolas Mateos         |
| 131-138 | REG  | Relax-GAM                    |

## Dettagli delle tappe

### 1ª tappa
- 7 marzo: San Pedro del Pinatar > Las Torres de Cotillas – 166,1 km

Risultati
| Pos. | Corridore          | Squadra        | Tempo    |
| ---- | ------------------ | -------------- | -------- |
| 1    | José Joaquín Rojas | Caisse d'Epar. | 4h30'50" |
| 2    | Danilo Napolitano  | Lampre         | s.t.     |
| 3    | Juan José Haedo    | Team CSC       | s.t.     |

| Pos. | Corridore          | Squadra        | Tempo    |
| ---- | ------------------ | -------------- | -------- |
| 1    | José Joaquín Rojas | Caisse d'Epar. | 4h30'50" |
| 2    | Danilo Napolitano  | Lampre         | s.t.     |
| 3    | Juan José Haedo    | Team CSC       | s.t.     |

### 2ª tappa
- 8 marzo: Totana > Fortuna – 162 km

Annullata per maltempo

### 3ª tappa
- 9 marzo: Puerto Lumbreras > San Pedro del Pinatar – 146 km

Risultati
| Pos. | Corridore          | Squadra        | Tempo    |
| ---- | ------------------ | -------------- | -------- |
| 1    | Graeme Brown       | Rabobank       | 3h12'48" |
| 2    | Baden Cooke        | Unibet.com     | s.t.     |
| 3    | Alejandro Valverde | Caisse d'Epar. | s.t.     |

| Pos. | Corridore         | Squadra    | Tempo    |
| ---- | ----------------- | ---------- | -------- |
| 1    | Baden Cooke       | Unibet.com | 7h43'38" |
| 2    | Graeme Brown      | Rabobank   | s.t.     |
| 3    | Danilo Napolitano | Lampre     | a 2"     |

### 4ª tappa
- 10 marzo: Alhama de Murcia > Aledo – Cronometro individuale – 23,3 km

Risultati
| Pos. | Corridore          | Squadra        | Tempo  |
| ---- | ------------------ | -------------- | ------ |
| 1    | Alejandro Valverde | Caisse d'Epar. | 32'57" |
| 2    | José Ángel Gómez   | Acqua & Sap.   | a 31"  |
| 3    | Ángel Vicioso      | Relax-GAM      | a 35"  |

| Pos. | Corridore          | Squadra        | Tempo    |
| ---- | ------------------ | -------------- | -------- |
| 1    | Alejandro Valverde | Caisse d'Epar. | 8h16'35" |
| 2    | Ángel Vicioso      | Relax-GAM      | a 35"    |
| 3    | Manuel Lloret      | Fuerteventura  | a 52"    |

### 5ª tappa
- 11 marzo: Ceutí > Murcia – 151 km

Risultati
| Pos. | Corridore          | Squadra        | Tempo    |
| ---- | ------------------ | -------------- | -------- |
| 1    | Danilo Napolitano  | Lampre         | 3h29'06" |
| 2    | Graeme Brown       | Rabobank       | s.t.     |
| 3    | José Joaquín Rojas | Caisse d'Epar. | s.t.     |

| Pos. | Corridore          | Squadra        | Tempo     |
| ---- | ------------------ | -------------- | --------- |
| 1    | Alejandro Valverde | Caisse d'Epar. | 11h45'41" |
| 2    | Ángel Vicioso      | Relax-GAM      | a 35"     |
| 3    | Manuel Lloret      | Fuerteventura  | a 52"     |

## Evoluzione delle classifiche
| Tappa              | Vincitore          | Classifica generale | Classifica a punti | Classifica montagna | Classifica combinata | Classifica a squadre |
| ------------------ | ------------------ | ------------------- | ------------------ | ------------------- | -------------------- | -------------------- |
| 1ª                 | José Joaquín Rojas | José Joaquín Rojas  | José Joaquín Rojas | Manuel Vázquez      | Manuel Vázquez       | Caisse d'Epargne     |
| 2ª                 | annullata          | José Joaquín Rojas  | José Joaquín Rojas | Manuel Vázquez      | Manuel Vázquez       | Caisse d'Epargne     |
| 3ª                 | Graeme Brown       | Baden Cooke         | Graeme Brown       | Manuel Vázquez      | Manuel Vázquez       | Caisse d'Epargne     |
| 4ª                 | Alejandro Valverde | Alejandro Valverde  | Alejandro Valverde | Manuel Vázquez      | Manuel Vázquez       | Caisse d'Epargne     |
| 5ª                 | Danilo Napolitano  | Alejandro Valverde  | Danilo Napolitano  | Manuel Vázquez      | Manuel Vázquez       | Caisse d'Epargne     |
| Classifiche finali | Classifiche finali | Alejandro Valverde  | Danilo Napolitano  | Manuel Vázquez      | Manuel Vázquez       | Caisse d'Epargne     |

## Classifiche finali

### Classifica generale
| Pos. | Corridore          | Squadra        | Tempo     |
| ---- | ------------------ | -------------- | --------- |
| 1    | Alejandro Valverde | Caisse d'Epar. | 11h45'41" |
| 2    | Ángel Vicioso      | Relax-GAM      | a 35"     |
| 3    | Manuel Lloret      | Fuerteventura  | a 52"     |
| 4    | Koldo Gil          | Saunier Duval  | a 1'07"   |
| 5    | Michele Scarponi   | Acqua & Sap.   | a 1'09"   |
| 6    | Jens Voigt         | Team CSC       | a 1'10"   |
| 7    | Stefano Garzelli   | Acqua & Sap.   | a 1'17"   |
| 8    | Denis Men'šov      | Rabobank       | a 1'23"   |
| 9    | Damiano Cunego     | Lampre         | s.t.      |
| 10   | Vladimir Karpec    | Caisse d'Epar. | a 1'37"   |

### Classifica a punti
| Pos. | Corridore          | Squadra        | Punti |
| ---- | ------------------ | -------------- | ----- |
| 1    | Danilo Napolitano  | Lampre         | 57    |
| 2    | Graeme Brown       | Rabobank       | 55    |
| 3    | Alejandro Valverde | Caisse d'Epar. | 53    |
| 4    | José Joaquín Rojas | C. d'Epargne   | 49    |
| 5    | Baden Cooke        | Unibet.com     | 42    |

### Classifica scalatori
| Pos. | Corridore               | Squadra        | Punti |
| ---- | ----------------------- | -------------- | ----- |
| 1    | Manuel Vázquez          | Andalucia      | 9     |
| 2    | Pablo De Pedro          | Nicolas Mateos | 4     |
| 3    | José Ángel Gómez        | Saunier Duval  | 3     |
| 4    | Julián Sánchez Pimienta | Relax-GAM      | 2     |
| 5    | Daniel Navarro          | Astana         | 2     |

### Classifica combinata
| Pos. | Corridore               | Squadra        | Tempo |
| ---- | ----------------------- | -------------- | ----- |
| 1    | Manuel Vázquez          | Andalucia      | 44    |
| 2    | Pablo De Pedro          | Nicolas Mateos | 64    |
| 3    | José Ángel Gómez        | Saunier Duval  | 65    |
| 4    | Rodrigo García Rena     | Fuerteventura  | 76    |
| 5    | Julián Sánchez Pimienta | Relax-GAM      | 85    |

### Classifica a squadre
| Pos. | Squadra                      | Tempo     |
| ---- | ---------------------------- | --------- |
| 1    | Caisse d'Epargne             | 35h20'30" |
| 2    | Unibet.com                   | a 36"     |
| 3    | Acqua & Sapone-Caffè Mokambo | a 52"     |
| 4    | Relax-GAM                    | a 1'16"   |
| 5    | Team CSC                     | a 1'19"   |